# Crugny
Crugny is een gemeente in het Franse departement Marne (regio Grand Est). De plaats maakt deel uit van het arrondissement Reims. Crugny telde op 1 januari 2022 675 inwoners.

## Geografie
De oppervlakte van Crugny bedroeg op 1 januari 2022 12,46 vierkante kilometer; de bevolkingsdichtheid was toen 54,2 inwoners per km².

## Demografie
Onderstaande figuur toont het verloop van het inwonertal (bron: INSEE-tellingen).